# Карвово-Вшебори
Карвово-Вшебори (пол. Karwowo-Wszebory) — село в Польщі, у гміні Єдвабне Ломжинського повіту Підляського воєводства.
Населення — 180 осіб (2011).
У 1975-1998 роках село належало до Ломжинського воєводства.

## Демографія
Демографічна структура станом на 31 березня 2011 року:
|          | Загалом | Допрацездатний вік | Працездатний вік | Постпрацездатний вік |
| -------- | ------- | ------------------ | ---------------- | -------------------- |
| Чоловіки | 91      | 17                 | 62               | 12                   |
| Жінки    | 89      | 20                 | 44               | 25                   |
| Разом    | 180     | 37                 | 106              | 37                   |